# Condado de Williams (Dakota del Norte)
El condado de Williams (en inglés, Williams County, North Dakota) es un condado del estado de Dakota del Norte, Estados Unidos. Según el censo de 2020, tiene una población de 40 950 habitantes.
La sede del condado es Williston.

## Geografía
Según la Oficina del Censo, el condado tiene un área total de 5560 km², de la cual 5380 km² son tierra y 180 km² son agua.
El Condado de Williams es uno de varios condados del oeste de Dakota del Norte con una exposición significativa a la Bakken Formation en el Williston Basin, una cuenca sedimentaria conocida por sus ricos depósitos de petróleo.

### Condados adyacentes
- Condado de Divide (norte)
- Condado de Burke (noreste)
- Condado de Mountrail (este)
- Condado de McKenzie (sur)
- Condado de Roosevelt (suroeste)
- Condado de Sheridan (oeste)

### Áreas nacionales protegidas
- Fort Union Trading Post Sitio Histórico Nacional (parte)
- Zahl Lago Refugio Nacional de Vida Silvestre

## Demografía
En el 2000, los ingresos promedio de los hogares del condado eran de $31 491 y los ingresos promedio de las familias eran de $39 065. Los ingresos per cápita eran de $16 763. Los hombres tenían un ingreso per cápita de $29 884 versus $19 329 para las mujeres. Alrededor del 11.90% de la población estaba bajo el umbral de pobreza nacional.
De acuerdo con la estimación 2016-2020 de la Oficina del Censo, los ingresos promedio de los hogares del condado son de $79 508 y los ingresos promedio de las familias son de $95 947. Los ingresos per cápita en los últimos doce meses, medidos en dólares de 2020, son de $43 364.  Alrededor del 5.8% de la población está bajo el umbral de pobreza nacional.
| 1880 | 1890 | 1900 | 1910   | 1920   | 1930   | 1940   | 1950   | 1960   | 1970   | 1980   | 1990   | 2000   | 2020   |
| ---- | ---- | ---- | ------ | ------ | ------ | ------ | ------ | ------ | ------ | ------ | ------ | ------ | ------ |
| 14   | 109  | 1530 | 14 234 | 17 980 | 19 553 | 16 315 | 16 442 | 22 051 | 19 301 | 22 237 | 21 129 | 19 761 | 40 950 |

## Mayores autopistas
- U.S. Highway 2
- U.S. Highway 85
- Carretera de Dakota del Norte 40
- Carretera de Dakota del Norte 50
- Carretera de Dakota del Norte 1804

## Lugares

### Ciudades
- Alamo
- Epping
- Grenora
- Ray
- Springbrook
- Tioga
- Wildrose
- Williston

Nota: a todas las comunidades incorporadas en Dakota del Norte se les llama "ciudades" independientemente de su tamaño

### Municipios
| - Athens - Barr Butte - Big Meadow - Big Stone - Blacktail - Blue Ridge - Bonetraill - Brooklyn - Buford - Bull Butte - Champion - Climax - Cow Creek - Dry Fork | - Dublin - East Fork - Ellisville - Equality - Farmvale - Golden Valley - Good Luck - Grenora - Hanks - Hardscrabble - Hazel - Hebron - Judson - Lindahl | - Lund's Landing - Marshall - McGregor - Missouri Ridge - Mont - New Home - Oliver - Orthell - Pleasant Valley - Pherrin - Rainbow - Rock Island - Round Prairie - Sauk Valley - Scorio - South Meadow | - Springbrook - Stony Creek - Strandahl - Tioga - Trenton - Truax - Twelve Mile - Tyrone - View - West Bank - Wheelock - Williston - Winner |

### Territorios no organizados
- Cow Creek
- Southeast Williams